# القط ذو الحذاء (شريك)
القط ذو الحذاء هي شخصية خيالية وأحد الشخصيات الرئيسية في سلسلة شريك، ظهر لأول مرة في فيلم شريك 2، قام الممثل الإسباني أنتونيو بانديراس بتأدية صوت الشخصية في سلسلة شريك.